# Tirso Vélez
Tirso Vélez (Ocaña, Septiembre de 1954- Cúcuta 4 de junio de 2003) Fue un poeta, docente y político colombiano.

## Biografía
Nacido en el Corregimiento de Agua Clara en Ocaña (Norte de Santander). Desde joven fue militante de la Juventud Comunista (JUCO) en su departamento.  En 1982 se graduó en Psicología de la Educación en el Centro Latinoamericano de Dianética, en Bogotá. Fue docente en escuelas rurales en la Región del Catatumbo y para el 8 de marzo de 1992 fue elegido alcalde de Tibú (Norte de Santander) por la Unión Patriótica. En 1993 fue detenido por acusaciones de relaciones con el Ejército de Liberación Nacional (ELN), por el Departamento Administrativo de Seguridad (DAS), dejado en libertad por falta de pruebas, renunció a la alcaldía y se exilió en Venezuela.
De vuelta a Colombia formó un movimiento de izquierda, independiente y pacifista. Así fue diputado de Norte de Santander, miembro de la Comisión Nacional de Paz y uno de los fundadores de la ONG Redepaz.
Fue candidato a la gobernación de Norte de Santander por el Polo Democrático, fue asesinado antes de las elecciones. 
Escribió varios poemas sobre la paz de Colombia.
Su hermano Porfirio Vélez fue candidato al concejo de Cúcuta.

## Obras
- Poemas Perseguidos (1994)
- Ciudad de Sombras (1999)[7]
- Poesía Reunida, póstumo (2018).

## Asesinato
Fue asesinado en Cúcuta, cuando se encontraba con su esposa y un amigo. La Fiscalía General de la Nación dictó medida de aseguramiento contra Jhonatan Sepúlveda, Jorge Iván Laverde, alias ‘El Iguano’, ex comandante del Bloque Catatumbo de las AUC y contra Armando Alberto Pérez Betancourt. Estos acusaron a Salvatore Mancuso de ordenar su asesinato.
Un juez de Cúcuta condenó a José García Mazo, alias ‘Bizco’, a 22 años de prisión por el asesinato de Vélez.